# 2000 BW14
2000 BW14 är en asteroid i huvudbältet som upptäcktes den 31 januari 2000 av den japanska astronomen Takao Kobayashi vid Ōizumi-observatoriet.
Asteroiden har en diameter på ungefär 8 kilometer och den tillhör asteroidgruppen Eos.